# لوئیان
‌
لوئیان (Typhaceae) خانواده‌ای از گیاهان گل‌دار هستند که گاهی اوقات خانواده دم‌گربه‌ای نامیده می‌شوند. نام گیاه‌شناسی این خانواده توسط اکثر تاکسونومیست‌ها شناخته شده است.